# Fast & Furious 6
Fast & Furious 6, ook wel Fast Six of Furious Six genoemd, is een Amerikaanse actiefilm uit 2013. De hoofdrollen in deze film zijn voor Vin Diesel, Paul Walker, Dwayne Johnson, Michelle Rodríguez en Jordana Brewster. Het is het zesde deel van de reeks The Fast and the Furious. De première in Nederland en België was op 23 mei 2013.

## Verhaal
Na hun succesvolle overval in Rio zijn Dominic Toretto en zijn team van professionele criminelen met pensioen gegaan en verspreid over de wereld: Dominic leeft samen met Elena; zijn zus Mia en Brian O'Conner leven samen met hun zoon Jack; Gisele en Han zijn naar Hongkong gegaan; en Roman en Tej leven in luxe.
De agent van de Diplomatic Security Service (DSS), Luke Hobbs, en zijn partner onderzoeken de verwoesting van een Russisch militair konvooi door voormalig soldaat Owen Shaw van de United Kingdom Special Forces en zijn team. Hobbs weet de plek te vinden waar Dominic leeft en overtuigt hem daar om hem te helpen om Shaw tegen te houden. Hij laat hem een foto van Letty Ortiz zien, de voormalige vriendin van Dominic, waarvan hij dacht dat ze dood was. Dominic haalt zijn crew erbij en wil de missie doen op voorwaarde dat al hun vroegere daden worden kwijtgescholden, waardoor ze allemaal terug naar de Verenigde Staten kunnen.
Een van Shaws handlangers leidt de bemanning naar Shaws schuilplaats, maar men komt erachter dat het een val is. Shaw vlucht en laat zijn schuilplaats ontploffen en schakelt daarmee het grootste gedeelte van de politie uit om vervolgens een overval elders te gaan plegen. Het hele team van Dominic achtervolgt Shaw, waarna Letty arriveert om Shaw te helpen en schiet daarbij op Dominic om daarna te ontsnappen. Terug op het hoofdkwartier vertelt Hobbs dat Shaw onderdelen van een 'Nightshade'-apparaat steelt, om het apparaat, dat de stroom kan uitschakelen in een hele regio, te verkopen aan de hoogste bieder. Ondertussen komt Shaw achter de relatie die Letty heeft gehad met Dominic, maar men komt erachter dat ze lijdt aan geheugenverlies.
Het team van Dominic komt erachter dat Shaw een connectie heeft met Arturo Braga, een drugsbaron gevangen door Brian. Brian keert terug naar de Verenigde Staten als een gevangene om Braga te ontmoeten, waar hij ontdekt dat Letty niet dood is, maar de explosie heeft overleefd. Shaw probeert haar vervolgens af te maken, maar komt erachter dat ze aan geheugenverlies leidt en neemt haar in zijn team. Geholpen door een voormalig bondgenoot in de FBI komt Brian vrij. Ondertussen daagt Dominic Letty uit voor een straatrace in Londen. Nadat Dominic deze race had gewonnen gaf hij haar de halsketting die hij bij zich had gehouden voor een lange tijd.
Tej ontdekt dat Shaws volgende aanval gericht zal zijn tegen een Spaanse militaire NAVO-basis. Shaws team probeert bij deze basis een computerchip te stelen om het zogenaamde 'Nightshade'-apparaat te voltooien. Het team van Dominic komt hiertussen en vernielt het konvooi, waarna Shaw samen met Letty een tank bestuurt om schade aan te richten door auto's te verwoesten. Brian en Roman weten de tank om te kiepen en Letty wordt van de tank gelanceerd waarna Dominic met een gewaagde sprong Letty redt. Shaw en zijn team worden opgepakt, maar men komt erachter dat ze Mia hebben gekidnapt. Het team is gedwongen Shaw te laten gaan. Riley, waarvan men dacht dat ze voor Hobbs werkte, vertrekt samen met Shaw.
Shaw gaat vervolgens aan boord van een groot vliegtuig, na een achtervolging van het team van Dominic. Dominic, Brian en Hobbs gaan aan boord; Brian redt Mia en gaat met de auto uit het vliegtuig. Het vliegtuig probeert op te stijgen, maar wordt tegengehouden door Han, Gisele, Roman, Tej, Brian en Mia doordat ze een kabel aan hun auto hebben bevestigd. Gisele offert zichzelf op om Han te redden van een handlanger van Shaw. Letty vermoordt vervolgens Riley en zij en Hobbs worden in veiligheid gebracht. Dominic volgt Shaw en de computerchip, waarna Shaw uit het vliegtuig wordt gegooid omdat het crasht. Dominic ontsnapt met de laatste auto en rijdt hiermee door de neus van het vliegtuig en komt weer samen met zijn team. Dominic geeft hierna de computerchip aan Hobbs om hun volledige kwijtschelding van al hun daden te verzekeren.
In de nasleep van het verhaal gaan Dominic en zijn team terug naar de Verenigde Staten. Hobbs en Elena (die nu werkt voor Hobbs) arriveren om te bevestigen dat het team vrij is. Elena accepteert dat Dominic voor Letty heeft gekozen, in plaats van voor haar. Nadat het team van Dominic samenkomt om te gaan eten vraagt Dominic of deze samenkomst haar bekend voorkomt, waarop ze nee zegt, maar wel dat het als thuis voelt. In een scène na de aftiteling kan men Han zien, racend in Tokio, waar hij door een tegemoetkomende auto wordt aangereden en overlijdt. De bestuurder van de auto loopt daarna weg en belt Dominic, waarbij de bestuurder van de auto een dreigend bericht achterlaat: "Je kent me niet, maar dat zal snel veranderen..."

## Rolverdelingen
- Vin Diesel als Dominic Toretto
- Paul Walker als Brian O'Conner
- Michelle Rodríguez als Letty Ortiz
- Dwayne Johnson als Luke Hobbs
- Tyrese Gibson als Roman Pearce
- Christopher Bridges als Tej Parker
- Sung Kang als Han Seoul-Oh
- Gal Gadot als Gisele Yashar.
- Luke Evans als Owen Shaw
- Jordana Brewster als Mia Toretto
- Elsa Pataky als Elena Neves
- John Ortiz als Arturo Braga
- Joe Taslim als Jah
- Clara Paget als Vegh
- Kim Kold als Klaus

## Muziek
Door verplichtingen die componist Brian Tyler elders had, werd daarom Lucas Vidal ingehuurd voor het componeren van de filmmuziek, die onder leiding van Gavin Greenaway werd uitgevoerd. Het nummer We Own It van 2 Chainz en Wiz Khalifa werd speciaal voor de film geproduceerd.